# Bom Retiro
Bom Retiro est une ville brésilienne de l'intérieur de l'État de Santa Catarina.

## Géographie
Bom Retiro se situe à une latitude 27° 47′ 49″ sud et à une longitude de 49° 29′ 20″ ouest, à une altitude de 890 mètres.
Sa population était de 8 942 habitants au recensement de 2010. La municipalité s'étend sur 1 056 km2.
Elle fait partie de la microrégion de Campos de Lages, dans la mésoregion Serrana de Santa Catarina.

## Villes voisines
Bom Retiro est voisine des municipalités (municípios) suivantes :
- Urubici
- Rio Rufino
- Bocaina do Sul
- Otacílio Costa
- Petrolândia
- Chapadão do Lageado
- Alfredo Wagner
- Anitápolis